# Dashi (district)
Dashi 大石街 is een subdistrict in de Chinese provincie Guangdong. Dashi ligt in het arrondissement Panyu in de stadsprefectuur Guangzhou. Er zijn industriegebieden in Dashi. De gevangenis van Panyu bevindt zich in Huijiang, een stadsdeel van de stad Dashi.